# فاناكوبجا
فاناكوبجا (بالإنجليزية: Vanakubja)‏ هي قرية تقع في إستونيا في Mustjala Parish.